# Michael Veit
Michael Veit (* 12. August 1953) ist ein ehemaliger deutscher Fußballspieler. Er absolvierte in den Jahren 1976 bis 1981 insgesamt 176 Spiele in der 2. Fußball-Bundesliga für Eintracht Trier. Auch in der Saison 1981/82 gehörte er dem Kader der Treverer in der Oberliga Südwest an.

## Laufbahn
Der Verteidiger gehörte der Eintracht-Elf an, die in der Saison 1975/76 den Meistertitel in der Amateurliga Rheinland erringen konnte und sich in der Aufstiegsrunde Südwest gegen die Konkurrenten Wormatia Worms und Borussia Neunkirchen durchsetzte und damit den Aufstieg in die 2. Bundesliga erreichten. Mit den Neuzugängen Helmut Bergfelder, Rolf Bauerkämper, Reiner Brinsa und Heinz Histing belegte der Aufsteiger 1976/77 den 17. Platz. Durch die freiwillige Rückgabe der Lizenz durch den SV Röchling Völklingen verblieb Trier in der 2. Bundesliga. Veit hatte alle 38 Ligaspiele für die Mannschaft aus dem Moselstadion unter den Trainern Hans-Wilhelm Loßmann und Hans-Dieter Roos (ab Januar 1977) absolviert.
Die beste Platzierung erreichte der Rekordspieler der Eintracht in der 2. Bundesliga mit den Schwarz-Blau-Weißen in der Saison 1980/81 als unter Trainer Werner Kern der achte Rang in der 20er-Staffel der Südgruppe erreicht wurde. Am 38. Spieltag verabschiedete sich Trier mit einer 0:4-Niederlage beim FC Homburg aus der 2. Liga. Das gute Abschneiden verdiente sich die Eintracht hauptsächlich durch die Heimbilanz von 29:9 Punkten. Michael Veit hatte nochmals 37 Ligaspiele an der Seite der Mitspieler Alfred Wahlen (Torhüter), Harald Aumeier, Reiner Brinsa, Gerd Fink, Erwin Hermandung, Lothar Leiendecker (19 Tore) und Franz Michelberger bestritten. Nach der Saison wurde die eingleisige 2. Bundesliga eingeführt und Trier wurde in die Amateur-Oberliga eingereiht.
Nach der Spielerkarriere ist er in der Alt-Herren-Mannschaft (AH Ü 40) der Eintracht in der Liga Trier-Saarburg an der Seite anderer ehemaliger Fußballspieler des Vereins, wie beispielsweise Dieter Lüders, Rudi Thömmes und Werner Kartz, aktiv. 2012 wurde er seitens der Moselaner für 50-jährige Vereinsmitgliedschaft geehrt.